# Protium carnosum
Protium carnosum là một loài thực vật có hoa trong họ Burseraceae. Loài này được A.C. Sm. miêu tả khoa học đầu tiên năm 1936.